# スタッツェーマ
スタッツェーマ（伊: Stazzema）は、イタリア共和国トスカーナ州ルッカ県にある、人口約2,900人の基礎自治体（コムーネ）。

## 地理

### 位置・広がり
ルッカ県西部、ヴェルシリア地方 (it:Versilia) のコムーネ。

#### 隣接コムーネ
隣接するコムーネは以下の通り。括弧内のMSはマッサ＝カッラーラ県所属を示す。
- カマイオーレ
- カレッジネ
- ファッブリケ・ディ・ヴェルジェーモリ
- マッサ (MS)
- モラッツァーナ
- ペスカーリア
- ピエトラサンタ
- セラヴェッツァ
- ヴァーリ・ソット

### 気候分類・地震分類
スタッツェーマにおけるイタリアの気候分類 (it) および度日は、zona F, 3074 GGである。
また、イタリアの地震リスク階級 (it) では、zona 2 (sismicità media) に分類される。

## 行政

### 分離集落
スタッツェーマには以下の分離集落（フラツィオーネ）がある。
- Pruno
- Volegno
- Cardoso
- Pontestazzemese コムーネ庁舎所在地
- Mulina
- Stazzema
- Farnocchia
- Ruosina
- Gallena
- Retignano
- Levigliani
- Terrinca http://www.terrinca.it
- Arni
- Palagnana
- 'La Culla - Sant'Anna